# Halft
Halft ist eine Ortschaft der Gemeinde Eitorf, an der Mündung des Ottersbaches zur Sieg gelegen. Er wurde erstmals 1597 erwähnt. Zu Halft gehören die früheren Ortsteile
- Müllenacker
- Wissbonnen
- Rittersitz Weyerhof
- Diedrichshof

Der auf der anderen Siegseite gelegene Ortsteil Halfterfähre gehört heute zu Alzenbach und ist über eine Fußgängerbrücke über die Sieg erreichbar.

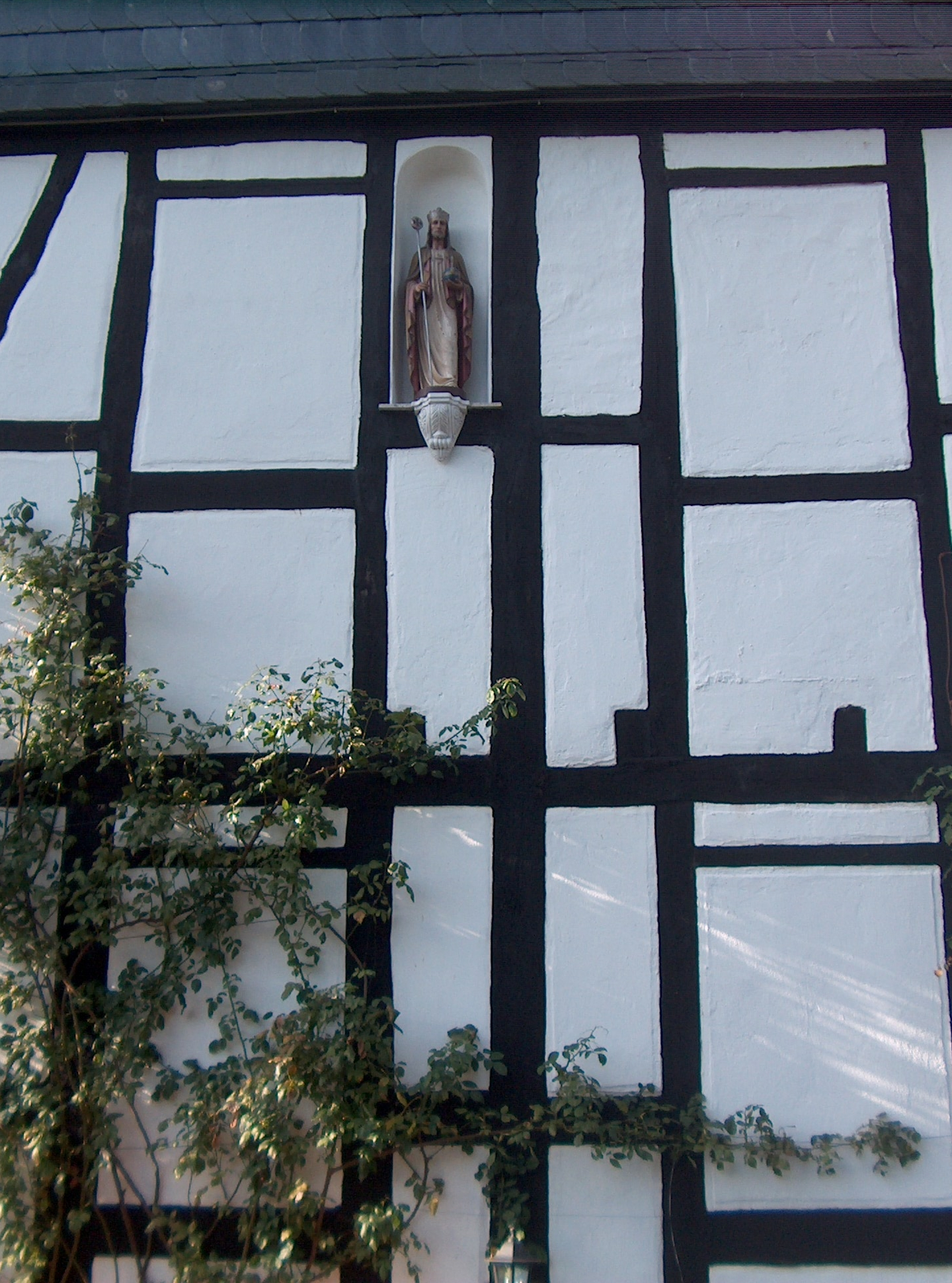
Eines der vielen Fachwerkhäuser in Halft ist das Backes, hier eine Ansicht der Ostseite.

Halft war eine Zeit lang eigenständige Gemeinde, was sich heute noch im eigenen Kataster widerspiegelt. 1597 gehörten außer Halft mit den bereits genannten Ortsteilen noch Probach, Kelters, Hombach, Bohlscheid, Baleroth, die untergegangene Hofstatt, Köttingen, Kehlenbach, Wilbertzhohn und Ottersbach zu der Honschaft.

## Einwohner
Halft selbst hatte 1885 20 Wohngebäude und 100 Einwohner.
1925 waren 35 Haushalte aufgeführt, darunter der Gastwirt und Bäcker Peter Haupt. Die Halftermühle war separat verzeichnet mit dem Haushalt Müller Heinrich Schiefen, der auch 1950 dort tätig war. Auf dem ehemaligen Diedrichshof waren zehn Haushalte ansässig.